# Randeep Sarai
Pour les articles homonymes, voir Sarai.
Randeep Singh Sarai, né le 15 avril 1975 à Vancouver, est un homme politique canadien.
Il représente la circonscription fédérale britanno-colombienne de Surrey-Centre depuis 2015.

## Biographie
Né à Vancouver en Colombie-Britannique de parents sikhs qui ont immigré de Sarai Khas dans le Punjab en Inde, Sarai obtient un baccalauréat en arts et, en 1998, une majeure en sciences politiques de l'Université de la Colombie-Britannique. Diplômé en droit de l'Université Queen's de Kingston (Ontario) en 2001, il est nommé au barreau et opère un cabinet de droit à Surrey.
Élu député libéral dans Surrey-Centre lors des élections fédérales de 2015, il est réélu en 2019 et en 2021.